# Budapest Hurricanes 2013
Questa voce raccoglie le informazioni riguardanti i Budapest Hurricanes nelle competizioni ufficiali della stagione 2013.

## Prima squadra

### Roster
| Roster dei Budapest Hurricanes (2013) |
| --- |
| Quarterback - 5 Márk Bencsics - 13 Márton Czirók Running Back - 32 Dávid Danku - 42 Ádám Szekeres Wide Receiver - 89 Ádám Elek WR/KR/PR - Tamás Igari Szűcs WR/TE - András Mórocz - 81 Béla Rinyu - 19 Péter Tokaji - 83 György Varga Offensive Linemen - 60 Norbert Bakonyi - 50 Roland Fazekas - 76 Márton Hadzsi - 64 Gábor Hartai - 65 Gábor Kovács Defensive Linemen - 92 Tamás Ambrus - 52 Szabolcs Bíró - István Bittner - 96 Ferenc Borhegyi - Tamás Gál - 93 Álmos Illés - Sándor Joó - Tibor Varga Linebacker - 54 Máté Szűcs - 22 Bence Szobonya - 20 Ádám Hatlaczki LB/DB - 59 László Kapás - 56 Csaba Kordován - Dávid Novakov - 90 Ádám Sipiczki - 80 Gábor Szűcs - 43 Ferenc Varga Defensive Back - 86 Kristóf Madarassy DB/K/P - 24 Richárd Madarassy - 9 Tibor Popovics S - 18 Gábor Puha - 21 András Sápi - 23 Bálint Slézia - 14 Ádám Stefanidesz - 26 Kristóf Szakács DB/K/P Special Team Coaching staff HC/OC Zsolt Kovács · OL Balázs Zagyva · DC Ferenc Sződy · OL/LB Sándor Kovács |

### Hungarian Football League 2013

#### Stagione regolare
| Budapest 7 settembre 2013, ore 15:00 1ª giornata | Újbuda Rebels | 27 – 35 referto | Budapest Hurricanes | Duna Cipő Sporttelep |

| Nyíregyháza 14 settembre 2013, ore 15:00 2ª giornata | Nyíregyháza Tigers | 7 – 56 (0-20 0-14 7-14 0-8) referto | Budapest Hurricanes | Nyíregyházi Városi Stadion |

| Budapest 28 settembre 2013, ore 15:00 4ª giornata | Budapest Hurricanes | 58 – 14 (7-0 17-7 21-0 13-7) referto | Győr Sharks | Építők Sporthostel |

| Budapest 6 ottobre 2013, ore 15:00 5ª giornata | Budapest Hurricanes | 46 – 37 referto | Budapest Wolves | Építők Sporthostel |

#### Playoff
| Budapest 26 ottobre 2013, ore 17:00 Hungarian Bowl | Budapest Hurricanes | 28 – 24 (0-3 14-14 7-7 7-0) referto                                                                                        | Budapest Wolves | BVSC Stadion (5000 spett.) |
| Elek Q2 ( TD ) 97yd kickoff return ? Q2 ( pat ) Czirók Q2 ( TD ) 1yd pass from Bencsics ? Q2 ( pat ) Tokaji Q3 ( TD ) 1yd pass from Bencsics ? Q3 ( pat ) Bencsics Q4 ( TD ) 3yd run ? Q4 ( pat ) Marcatori Storcz Q1 ( FG ) 23yd Lenner Q2 ( TD ) 8yd run ? Q2 ( pat ) Lenner Q2 ( TD ) 1yd run ? Q2 ( pat ) Lenner Q3 ( TD ) 29yd run ? Q3 ( pat ) |                     | |                 |                            |
| |                     | |                 |                            |
| Elek Q2 (TD) 97yd kickoff return ? Q2 (pat) Czirók Q2 (TD) 1yd pass from Bencsics ? Q2 (pat) Tokaji Q3 (TD) 1yd pass from Bencsics ? Q3 (pat) Bencsics Q4 (TD) 3yd run ? Q4 (pat) | Marcatori           | Storcz Q1 (FG) 23yd Lenner Q2 (TD) 8yd run ? Q2 (pat) Lenner Q2 (TD) 1yd run ? Q2 (pat) Lenner Q3 (TD) 29yd run ? Q3 (pat) |                 |                            |

### IFAF CEI Interleague 2013

#### Stagione regolare
| Bratislava 20 aprile 2013 1ª giornata | Bratislava Monarchs | 35 – 33 (d.t.s.) (7-6 12-7 0-7 8-7 8-6) | Budapest Hurricanes | Istrochem Stadion (450 spett.) |

| Budapest 11 maggio 2013 2ª giornata | Budapest Hurricanes | 13 – 20 (7-7 0-7 0-6 6-0) | Topoľčany Kings | Építők Sporthostel |

| Topoľčany 26 maggio 2013 3ª giornata | Topoľčany Kings | 31 – 41 (7-14 6-21 6-0 12-6) | Budapest Hurricanes | MFK Topoľčany |

| Budapest 8 giugno 2013 4ª giornata | Budapest Hurricanes | 13 – 14 (0-7 7-7 6-0 0-0) | Bratislava Monarchs | Építők Sporthostel (80 spett.) |

| Budapest 22 giugno 2013 5ª giornata | Budapest Hurricanes | 55 – 36 | Újbuda Rebels | Építők Sporthostel |

### Statistiche di squadra
| Competizione             | %Vittorie | In casa | In casa | In casa | In casa | In casa | In casa | In trasferta | In trasferta | In trasferta | In trasferta | In trasferta | In trasferta | Totale | Totale | Totale | Totale | Totale | Totale |
| Competizione             | %Vittorie | G       | V       | N       | P       | Pf      | Ps      | G            | V            | N            | P            | Pf           | Ps           | G      | V      | N      | P      | Pf     | Ps     |
| ------------------------ | --------- | ------- | ------- | ------- | ------- | ------- | ------- | ------------ | ------------ | ------------ | ------------ | ------------ | ------------ | ------ | ------ | ------ | ------ | ------ | ------ |
| HFL - Stagione regolare  | 1.000     | 2       | 2       | 0       | 0       | 104     | 51      | 2            | 2            | 0            | 0            | 91           | 34           | 4      | 4      | 0      | 0      | 195    | 85     |
| HFL - Playoff            | 1.000     | 1       | 1       | 0       | 0       | 28      | 24      | 0            | 0            | 0            | 0            | 0            | 0            | 1      | 1      | 0      | 0      | 28     | 24     |
| IFAF - Stagione regolare | .400      | 3       | 1       | 0       | 2       | 81      | 70      | 2            | 1            | 0            | 1            | 74           | 66           | 5      | 2      | 0      | 3      | 155    | 136    |
| Totale                   | .700      | 6       | 4       | 0       | 2       | 213     | 145     | 3            | 2            | 0            | 1            | 165          | 100          | 10     | 7      | 0      | 3      | 378    | 245    |

## Seconda squadra

### Divízió II 2013

#### Stagione regolare
| 28 aprile 2013 5ª giornata | Budapest Hurricanes 2 | 20 – 0 (a tavolino) | Pécs Gringos |  |

| 5 maggio 2013 6ª giornata | Budapest Hurricanes 2 | 42 – 46 | Budapest Wolves 2 |  |

| 12 maggio 2013 7ª giornata | Budapest Hurricanes 2 | 56 – 28 | Szekszárd Bad Bones |  |

| 18 maggio 2013 8ª giornata | Újbuda Rebels 2 | 41 – 35 | Budapest Hurricanes 2 |  |

| 1º giugno 2013 10ª giornata | Debrecen Gladiators | 26 – 55 | Budapest Hurricanes 2 |  |

| 15 giugno 2013 12ª giornata | Haladás Crushers | 8 – 27 | Budapest Hurricanes |  |

#### Playoff
| 23 giugno 2013 Wild Card | Budapest Hurricanes 2 | 35 – 17 | Haladás Crushers |  |

| 1º luglio 2013 Semifinale | Újbuda Rebels 2 | 26 – 21 | Budapest Hurricanes 2 |  |

### Statistiche di squadra
| Competizione      | %Vittorie | In casa | In casa | In casa | In casa | In casa | In casa | In trasferta | In trasferta | In trasferta | In trasferta | In trasferta | In trasferta | Totale | Totale | Totale | Totale | Totale | Totale |
| Competizione      | %Vittorie | G       | V       | N       | P       | Pf      | Ps      | G            | V            | N            | P            | Pf           | Ps           | G      | V      | N      | P      | Pf     | Ps     |
| ----------------- | --------- | ------- | ------- | ------- | ------- | ------- | ------- | ------------ | ------------ | ------------ | ------------ | ------------ | ------------ | ------ | ------ | ------ | ------ | ------ | ------ |
| Stagione regolare | .667      | 3       | 2       | 0       | 1       | 118     | 74      | 3            | 2            | 0            | 1            | 117          | 75           | 6      | 4      | 0      | 2      | 235    | 149    |
| Playoff           | .500      | 1       | 1       | 0       | 0       | 35      | 17      | 1            | 0            | 0            | 1            | 21           | 26           | 2      | 1      | 0      | 1      | 56     | 43     |
| Totale            | .625      | 3       | 2       | 0       | 1       | 153     | 91      | 4            | 2            | 0            | 2            | 138          | 101          | 8      | 5      | 0      | 3      | 291    | 192    |